# آلوین و سمورچه‌ها: جاده چیپ
آلوین و سمورچه‌ها: جاده چیپ (انگلیسی: Alvin and the Chipmunks: The Road Chip) فیلمی در ژانر ماجراجویی، کمدی و موزیکال به کارگردانی والت بکر است که در سال ۲۰۱۵ منتشر شد.

## بازیگران
- جیسون لی
- جاستین لانگ
- متیو گری گابلر
- تونی هیل
- کیمبرلی ویلیامز-پیزلی
- بلا تورن
- جسی مک‌کارتنی
- کیلی کوئوکو
- آنا فاریس
- کریستینا اپل‌گیت
- فلولا بورگ